# مكتب التشيك الفضائي
مكتب التشيك الفضائي (بالتشيكية: Česká kosmická kancelář)‏ جمعية لاربحية تشيكية وجدت في نوفمبر 2003.وجامعة الأجسام الثانوية هي لوحة الإدارة، اللوحة الاشرافية ومدير الإدارة. هذا المركز هو الاتصال المركزي لكل التحديثات في مجال الفضاء في جمهورية التشيك. وتنجز مهام المعلومات الوطنية وهي بوابة تأمل من خلالها التشيك أن تكون رائدة في مجال الفضاء.